# Pedreira (Tomar)
Pour les articles homonymes, voir Pedreira.
 (août 2019).
Pedreira est une freguesia portugaise située dans le district de Santarém.
Avec une superficie de 0.8782 km2 et une population de 404 habitants (2011), la paroisse possède une densité de 46,9 hab/km2.